# Diff'rent Strokes
Diff'rent Strokes (Blanco y negro en México, Chile, Colombia, Bolivia, Argentina y otros países de Hispanoamérica; Arnold en España y Uruguay y Arnold, el travieso en Venezuela) fue una serie de televisión estadounidense emitida entre el 3 de noviembre de 1978 y el 4 de mayo de 1985 por la cadena NBC. Fue protagonizada por Gary Coleman y Todd Bridges en el papel de Arnold y Willis Jackson, dos niños afroamericanos de Harlem que son acogidos por un rico hombre de negocios llamado Phillip Drummond (interpretado por Conrad Bain) y su hija Kimberly (Dana Plato). Durante la primera temporada y parte de la segunda, Charlotte Rae interpretó el papel del ama de llaves de los Drummonds, la señora Edna Garrett (personaje que tuvo su propia comedia, The Facts of Life).

## Historia
La serie fue originalmente concebida conjuntamente para servir de vehículo a la coestrella de la serie Maude, Conrad Bain (luego de la cancelación de Maude en 1978), y al actor infantil Gary Coleman, quien había captado la atención de los productores después de aparecer en varios comerciales. Un primer esbozo de la serie, con los personajes creados para Bain y Coleman, tenía el título 45 Minutes from Harlem. Con el paso del tiempo se añadió el personaje del hermano de Coleman y la hija del personaje de Bain, además de un ama de llaves. El título fue cambiado finalmente a Diff'rent Strokes.

## Elenco
- Conrad Bain es Phillip Drummond.
- Gary Coleman es Arnold Jackson.
- Todd Bridges es Willis Jackson.
- Dana Plato es Kimberly Drummond (1978–84, 1985–86).
- Charlotte Rae es Edna Garrett (1978–79).
- Nedra Volz es Adelaide Brubaker (1980–84).
- Janet Jackson es Charlene DuPrey (1980–84).
- Dody Goodman es Sophia Drummond (1981–84).
- Shavar Ross es Dudley Johnson (1980–86).
- Le Tari es Ted Ramsey (1980–84).
- Mary Jo Catlett es Pearl Gallagher (1982–86).
- Rosalind Chao es Miss Chung (1981–83).
- Steven Mond es Robbie Jason (1980–85).
- Dixie Carter es Maggie McKinney Drummond (1984–85).
- Mary Ann Mobley es Maggie McKinney Drummond (1985–86).
- Danny Cooksey es Sam McKinney (1984–86).
- Jason Hervey es Charlie (1985–86).
- Nikki Swasey es Lisa Hayes (1982–86).

### Personajes principales
| Personaje         | Actor original (EE. UU.) | Actor de voz (España) | Actor de voz (Hispanoamérica)                                    |
| ----------------- | ------------------------ | --------------------- | ---------------------------------------------------------------- |
| Arnold Jackson    | Gary Coleman (†)         | Javier Balas          | Rocío Garcel Cristina Camargo (ep. finales)                      |
| Philip Drummond   | Conrad Bain (†)          | Carlos Revilla (†)    | Rubens Medel Primera voz (†) Juan Domingo Méndez Segunda voz (†) |
| Willis Jackson    | Todd Bridges             | Miguel Ángel Garzón   | Alfonso Obregón                                                  |
| Kimberly Drummond | Dana Plato (†)           |                       |                                                                  |

## Series derivadas
- The Facts of Life (1979–1988)

## Episodios
- Anexo:Capítulos de Blanco y negro